# Deus iudicat, cum nemo accusat
 Deus iudicat, cum nemo accusat  лат. (изговор:  деус јудикат, кум немо акузат). Бог суди кад нико не тужи.

## Тумачење
Не треба тужити, нити пријављивати.  Бог сам проналази грешника и  суди му.